# Oblast Razgrad
Oblast Razgrad ali Razgradska oblast (bolgarsko Област Разград, Разградска област) je ena izmed 28 oblasti v Bolgariji.
Leta 2011 je imela 125.190 prebivalcev na 2.637 km² površine. Njeno glavno mesto je Razgrad z okoli 33.000 prebivalci (mesto) oz. 50.000 (občina).

## Upravna delitev
Oblast Razgrad je razdeljena na 7 občin.
| Občina      | Cirilica          | Prebivalstvo 2011 | Upravno središče | Prebivalstvo 2011 |
| ----------- | ----------------- | ----------------- | ---------------- | ----------------- |
| Isperih     | Община Исперих    | 22.692            | Isperih          | 8.973             |
| Kubrat      | Община Кубрат     | 18.355            | Kubrat           | 7.379             |
| Loznica     | Община Лозница    | 9.265             | Loznica          | 2.230             |
| Razgrad     | Община Разград    | 51.095            | Razgrad          | 33.880            |
| Samuil      | Община Самуил     | 7.005             | Samuil           | 1.543             |
| Car Kalojan | Община Цар Калоян | 6.192             | Car Kalojan      | 3.779             |
| Zavet       | Община Завет      | 10.586            | Zavet            | 3.072             |

## Mesta
Isperih, Kubrat, Loznica, Razgrad, Car Kalojan, Zavet

## Demografska slika
Razvoj prebivalstva
| 1946    | 1965    | 1985    | 1992    | 2001    | 2011    |
| ------- | ------- | ------- | ------- | ------- | ------- |
| 184.404 | 197.900 | 197.648 | 167.468 | 152.417 | 125.190 |